# Guillem Sagrera

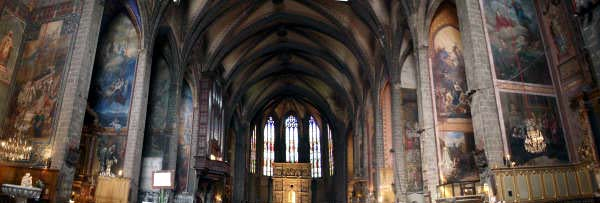
Catedral de Perpinyà.

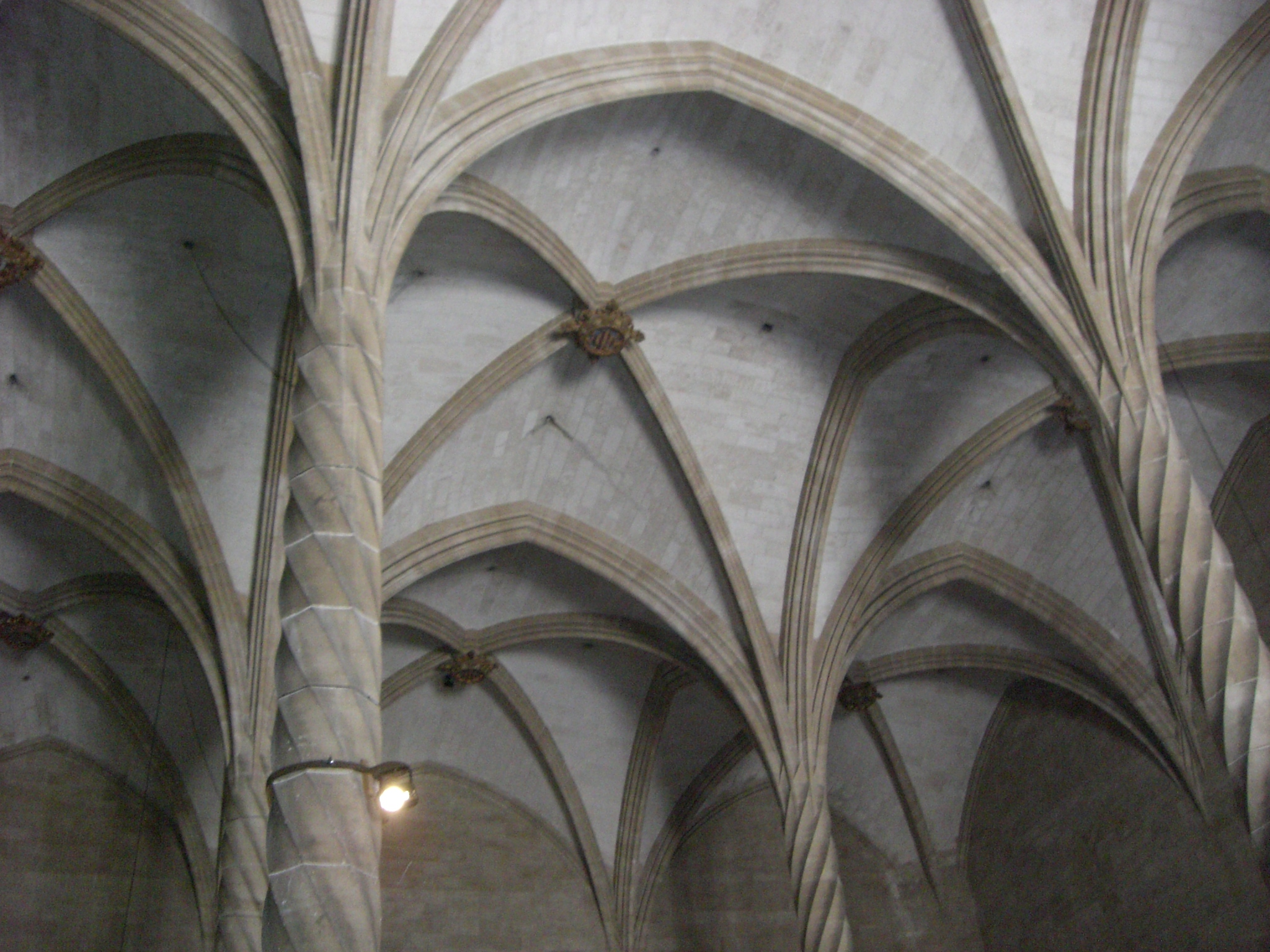
Voltes de la Llotja de Palma

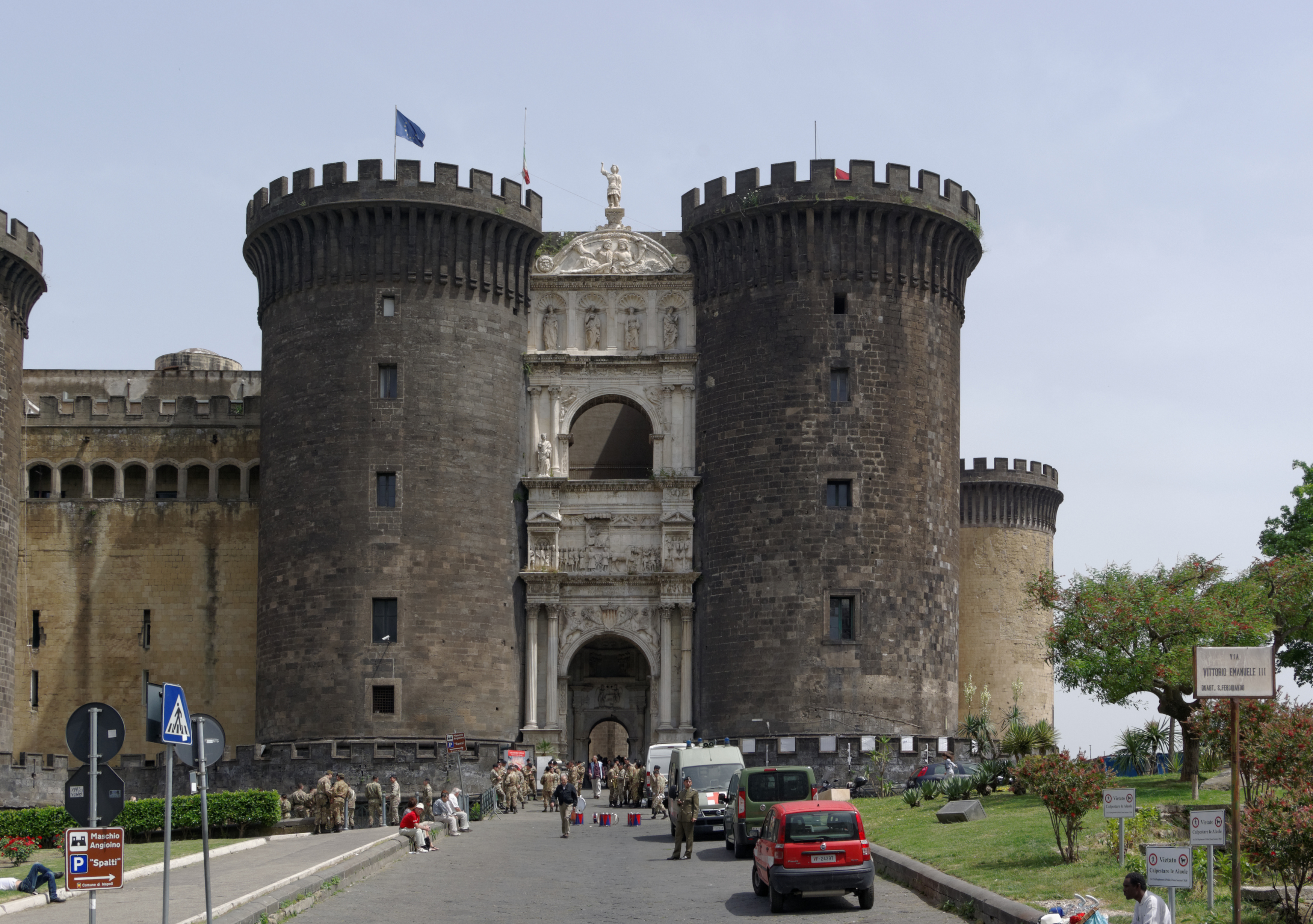
Castel Nuovo de Nàpols i pòrtic occidental de Francesco Laurana

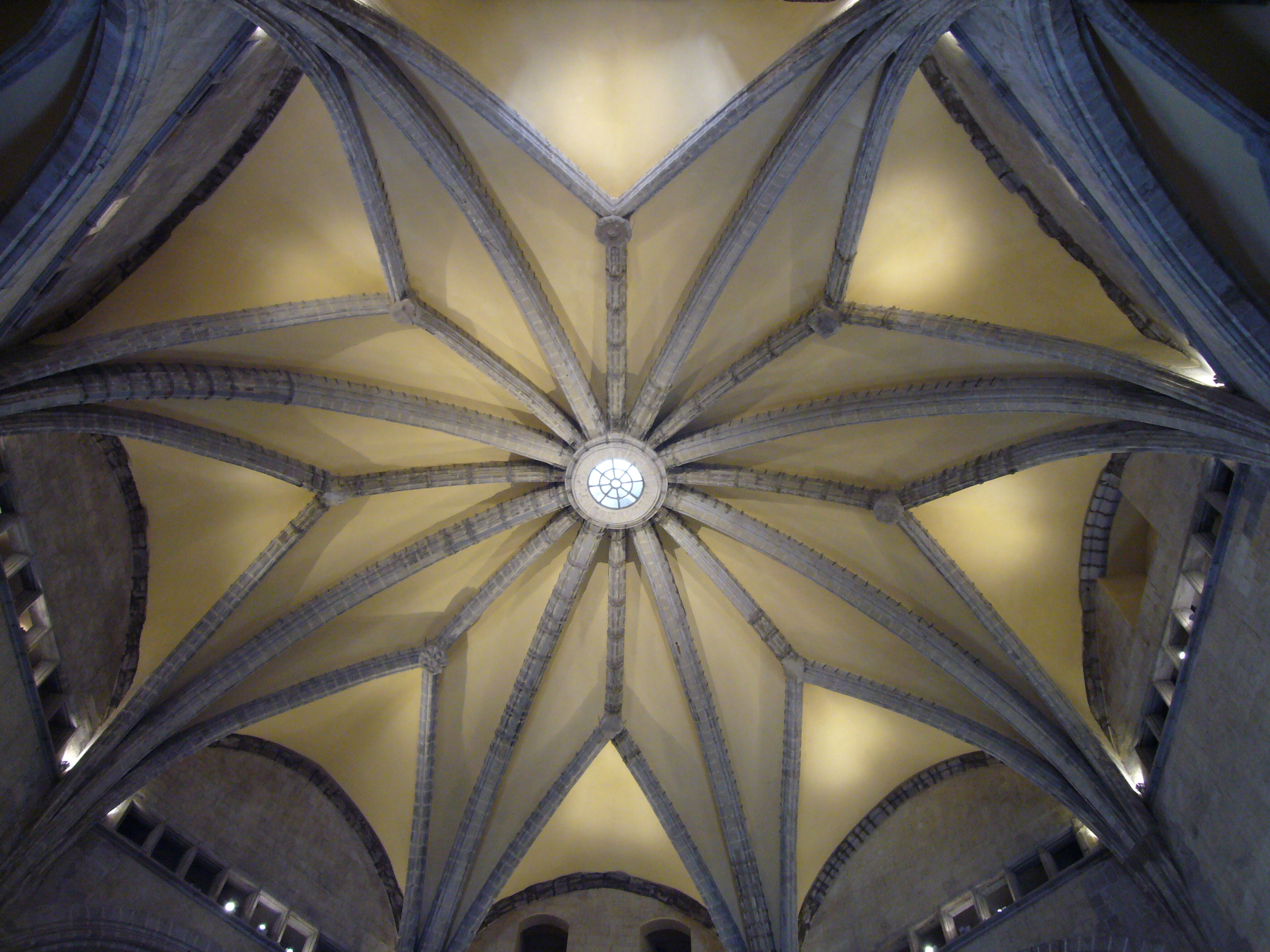
Sala dels Barons del Castell Nou de Nàpols.

Guillem Sagrera (Felanitx, Mallorca, ca. 1380 — Nàpols, 1454) fou un arquitecte i escultor mallorquí de l'últim gòtic.
La seva obra és ben representativa de l'arquitectura gòtica flamígera. Es caracteritza per l'amplitud dels espais lliures i la funcionalitat estructural.

## Biografia
Començà a treballar amb el seu pare al taller d'escultors i picapedrers de les obres del portal del Mirador de la Seu. Allà fou alumne de Pere Morei, de Pere de Santjoan i de Jean de Valencienne.

### APerpinyà
Les primeres obres ressenyables de Sagrera apareixen a Perpinyà (Rosselló), que mantenia estreta relació amb el Regne de Mallorca. Des de l'any 1404 està documentada la presència de l'escultor al Rosselló, on va fer una trona de pedra per a l'església dels franciscans de Perpinyà. El 1416, i a iniciativa del bisbe Jerónimo de Ocón, ja treballava en la construcció de la Catedral de la ciutat. Sagrera fou present en l'obra com a mestre d'obres, càrrec en el qual no continuà, ja que el 1422 tornava a l'illa de Mallorca. De fet, quan el 1436, el bisbe Galceran Albert tornà a impulsar l'obra de la catedral, seguí les traces del mallorquí, per bé que amb modificacions. La catedral de Perpinyà es transformà en una obra del gòtic català mediterrani, amb una nau àmplia i capelles entre els contraforts.
També se li atribueixen altres edificacions al Rosselló: la torre de la catedral romànica d'Elna; la capella de Sant Benet de la mateixa catedral perpinyanenca, la projecció de l'església de Sant Joan el Nou i la sala capitular de Sant Joan a Perpinyà.

### APalma
A partir del 1420, Guillem Sagrera fou nomenat mestre d'obres de la Catedral de Palma, on treballà als quart i cinquè trams de la nau, la sala capitular i la capella de Sant Guillem (actualment dedicada a Sant Antoni de Pàdua). Entre totes destaca la Porta del Mirador, de la qual no només donà les traces, sinó que hi treballà en la decoració escultòrica, de la qual destaquen Sant Pere i Sant Pau (una marededeu de la mateixa porta és avui dia al Museu de Palma. In situ, se n'hi ha col·locat una rèplica).
El 1426 el gremi de mercaders de la ciutat li encarrega una de les seues obres més importants: la Llotja de Palma. El projecte inicial hagué de ser modificat i mantengué un plet amb els contractants que no volien fer-se càrrec de l'augment del pressupost. Sagrera continuà a l'obra fins al 1447. L'edifici es donà per finalitzat el 1452 pel seu substitut Guillem Vilasclar. A la Llotja, Sagrera creà un espai cobert de voltes sostingudes per sis fines columnes helicoidals, que li donen una sensació de lleugeresa. Segurament Sagrera s'inspirà en l'església dels dominics de la mateixa ciutat de Palma (avui desapareguda) o en l'aula capitular del convent de Sant Domènec de València. L'arquitecte tornà a treballar com a escultor, aquesta vegada les seues escultures tindran una factura més gràcil que les imatges de la Seu. La Llotja mallorquina és una obra de referència del gòtic civil, i la Llotja de València la prengué com a model.

### A Nàpols
Alfons el Magnànim cridà Sagrera a Nàpols, on residia el monarca. Allí, amb l'escultor català Pere Joan, començà la reforma del Castel Nuovo. De Sagrera és la concepció general de l'edifici, les torres circulars i la gran Sala dels Barons. També va intervenir en la supervisió de l'arc triomfal de l'entrada.
Sagrera va morir en el càrrec de les obres napolitanes el 1454. A Nàpols li dedicaren un carrer amb el seu nom italianitzat, Guglielmo Sagrera, que encara existeix.
El 5 d'agost de 2014 fou nomenat fill predilecte de Felanitx.

## Obres
- Catedral de Perpinyà
- Catedral de Palma
- Llotja de Palma
- Castel Nuovo
- Obres escultòriques diverses.